# Devinn Lane
Devinn Lane, née le 28 mars 1972 à Newport Beach, Californie (États-Unis) est une actrice et réalisatrice de films pornographiques américaine.

## Biographie
Devinn Lane tombe enceinte à 16 ans et commence une carrière de strip-teaseuse en 1990 afin de subvenir à ses besoins et à ceux de son enfant.
En 1996, elle commence à poser pour des magazines pornographiques puis, en 1999, à jouer dans des films pornographiques, apparaissant dans un premier temps uniquement dans des scènes lesbiennes. En octobre 1999, elle est nommée Pet of the month du magazine Penthouse. Elle signe un contrat d'exclusivité avec Wicked Pictures en décembre 1999.
En 2002, elle débute dans la réalisation. Elle a notamment réalisé les cinq volets de The Devinn Lane Show.
En 2003, elle commence à tourner avec des hommes, sa première scène hétérosexuelle étant la scène finale du film The Devinn Lane Show 5: Save The Best For Last.
À partir de 2005, elle interrompt sa carrière d'actrice pour se concentrer sur la réalisation et travaille pour la compagnie Shane's World.
En plus de son travail d'actrice, Devinn Lane a présenté la parodie de téléréalité de Playboy intitulée 7 Lives Exposed, diffusée pendant six saisons. Elle a également joué dans plusieurs films érotiques.
En octobre 2008, Devinn Lane porte plainte pour violation de droit d'auteur contre plusieurs studios, notamment Digital Playground et Vivid Entertainment Group, au motif que ceux-ci utilisent des noms des domaines similaires à son nom de scène. Ces entreprises ont rejeté sa plainte comme infondée et l'ont présentée comme une mesure de représailles liée au déclin de sa carrière d'actrice en raison de son âge et d'un moindre intérêt du public pour ses prestations. En février 2009, Devinn Lane abandonne sa plainte contre la plupart des compagnies, à l'exception de Privacy Protect et Pixel. Elle n'a fourni aucune explication sur ce revirement.

## Distinctions

### Récompenses
- 2001 : AVN Award Meilleure scène de sexe en solitaire (Best Solo Sex Scene) pour In Style
- 2003 : AVN Award Meilleure actrice - Vidéo (Best Actress - Video) pour Breathless[7]

### Nominations
- 2000 : AVN Award Meilleure scène de sexe entre filles - Film (Best All-Girl Sex Scene - Film) pour Three
- 2001 : Hot d'Or Best New Starlet
- 2001 : AVN Award Meilleure actrice - Vidéo (Best Actress - Video) pour Spellbound
- 2002 : AVN Award Meilleure scène de sexe en solitaire (Best Solo Sex Scene) pour Love Shack
- 2002 : AVN Award Meilleure scène de sexe entre filles - Vidéo (Best All-Girl Sex Scene - Video) pour Love Shack
- 2003 : AVN Award Actrice de l'année (Female Performer of the Year)
- 2003 : AVN Award Meilleure actrice dans un second rôle - Vidéo (Best Supporting Actress – Video) pour Turning Point
- 2003 : AVN Award Meilleure scène de sexe entre filles - Vidéo (Best All-Girl Sex Scene - Video) pour After Hours et pour Breathless
- 2004 : AVN Award Actrice de l'année (Female Performer of the Year)
- 2004 : AVN Award Meilleure actrice - Vidéo (Best Actress – Video) pour Improper Conduct
- 2004 : AVN Award Meilleure actrice dans un second rôle - Vidéo (Best Supporting Actress – Video) pour Space Nuts
- 2004 : AVN Award Meilleure scène de sexe entre filles - Vidéo (Best All-Girl Sex Scene - Video) pour After Hours et pour Improper Conduct
- 2006 : AVN Award Meilleure actrice - Vidéo (Best Actress – Video) pour Lovers Lane

## Filmographie sélective
Films érotiques
- 2000 : The Spa : Maggie
- 2001 : Thrills (série télévisée) : Denise
- 2002 : Le Chalet des désirs (téléfilm) : Shene
- 2002 : Beauté Trahie (Beauty Betrayed) : Kira
- 2001-2007 : 7 Lives Exposed (série télévisée) : l'hôtesse de l'émission

Films pornographiques
- 1999 : No Man's Land 28
- 2000 : Working Girl
- 2001 : Naked Bodies
- 2002 : Devinn Lane Show 3: Attack of the Divas
- 2003 : Improper Conduct
- 2003 : Lesbian Big Boob Bangeroo 2
- 2004 : Beautiful / Nasty 2
- 2005 : Revenge of the Dildos
- 2006 : Devinn Lane's Guide to Strap-On Sex
- 2007 : No Man's Land Girlbang
- 2008 : 50 State Masturbate
- 2009 : No Man's Land: Girls in Love 3
- 2011 : Cougar Safari
- 2012 : Babe Buffet: All You Can Eat